# Cléber Chaparral
Cléber José de Aguiar da Silva (Orobó, 23 de outubro de 1984), é um político brasileiro. É deputado estadual de Pernambuco pelo UNIÃO. Foi eleito prefeito de Surubim nas Eleições Municipais de 2024, com 18.500 votos.

## Biografia
Cléber Chaparral ocupa pela primeira vez uma cadeira na câmara estadual. Ele foi eleito em 2022 com 66.842 votos. Já exerceu o cargo de vereador de 2009 a 2012 e  de prefeito da cidade de Orobó em Pernambuco de 2013 a 2020. Foi eleito em 2024 prefeito da cidade de Surubim com 18.50 votos.